# رافا ميراندا
رافا ميراندا (بالبرتغالية: Rafa Miranda‏) (ولد في 23 يناير 1996 في البرتغال) لاعب كرة قدم برازيلي يجيد اللعب في مركز الجناح يلعب حاليا لصالح نادي الوشم السعودي.

## روابط خارجية
- رافا ميراندا على موقع قاعدة بيانات كرة القدم.إي يو (الإنجليزية)
- رافا ميراندا على موقع Soccerway.com (الإنجليزية)
- رافا ميراندا على موقع AS.com (الإسبانية)